# Agerater
Agerater (Ageratum) är ett släkte av korgblommiga växter. Agerater ingår i familjen korgblommiga växter.

## Bildgalleri

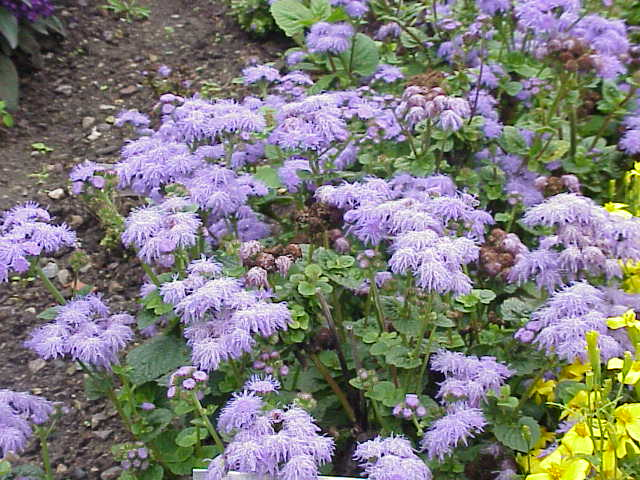
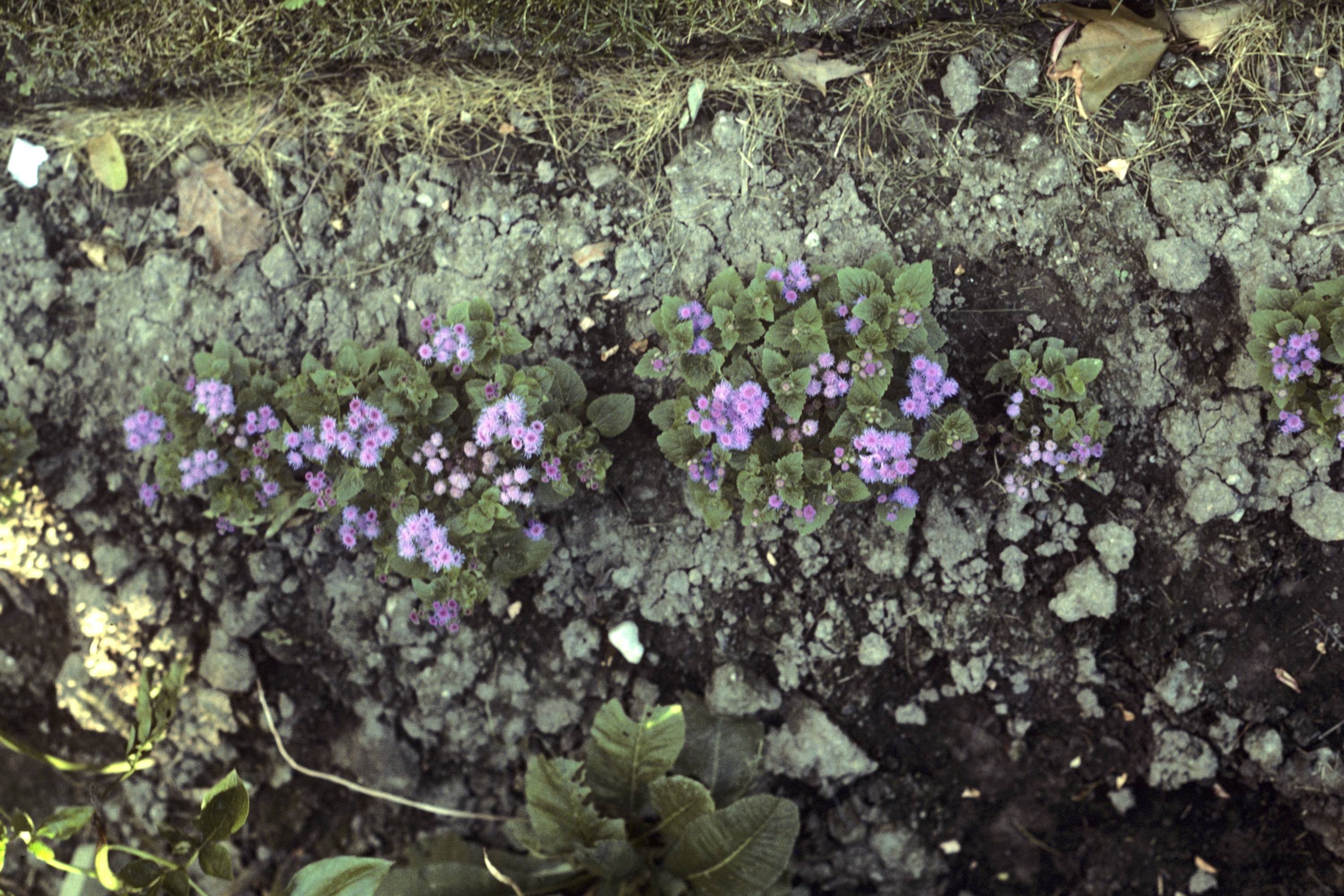
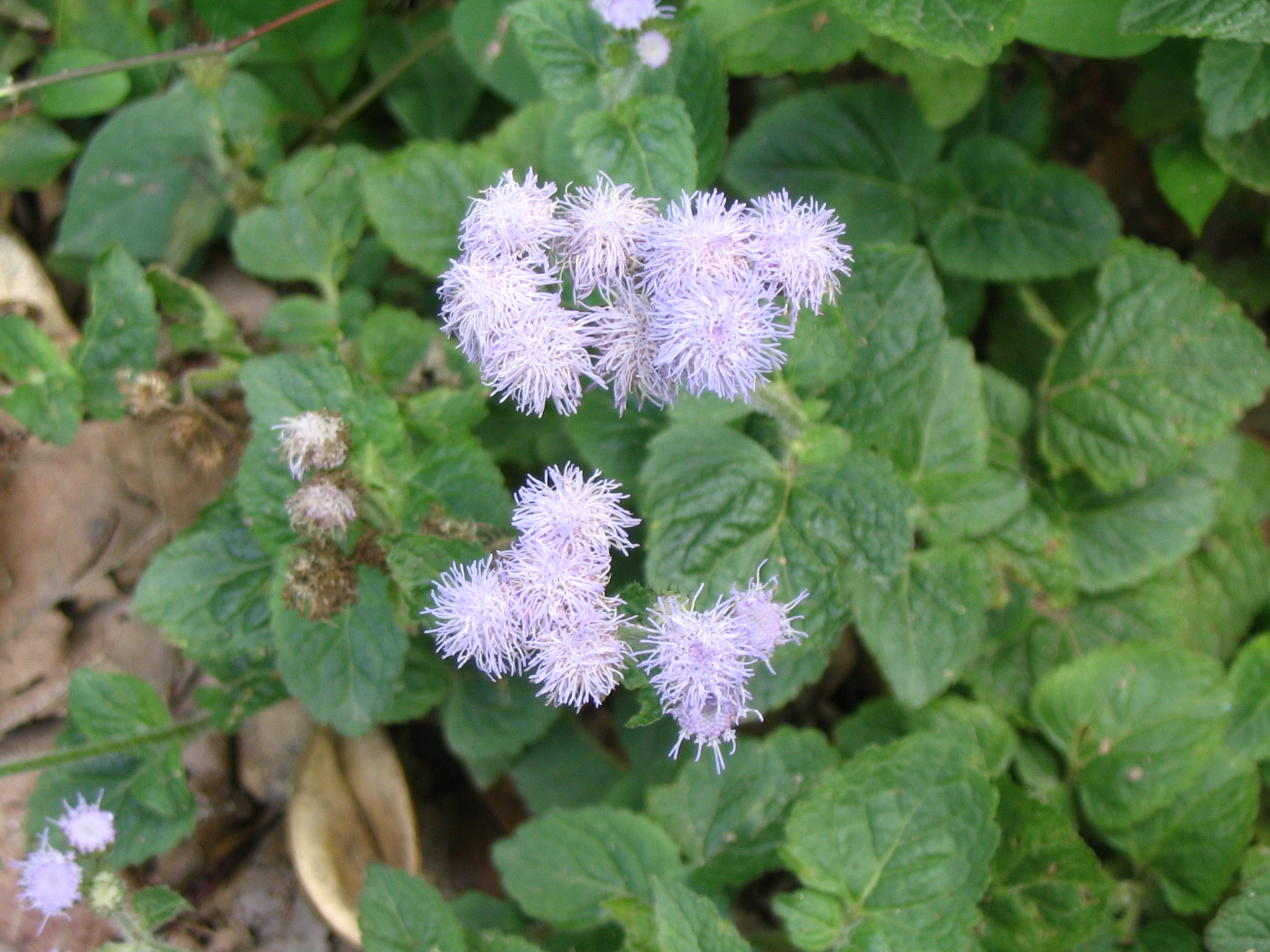
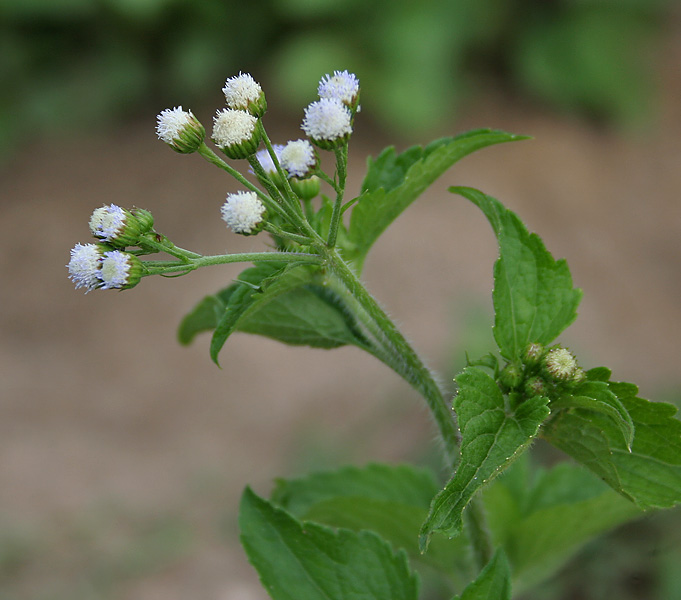
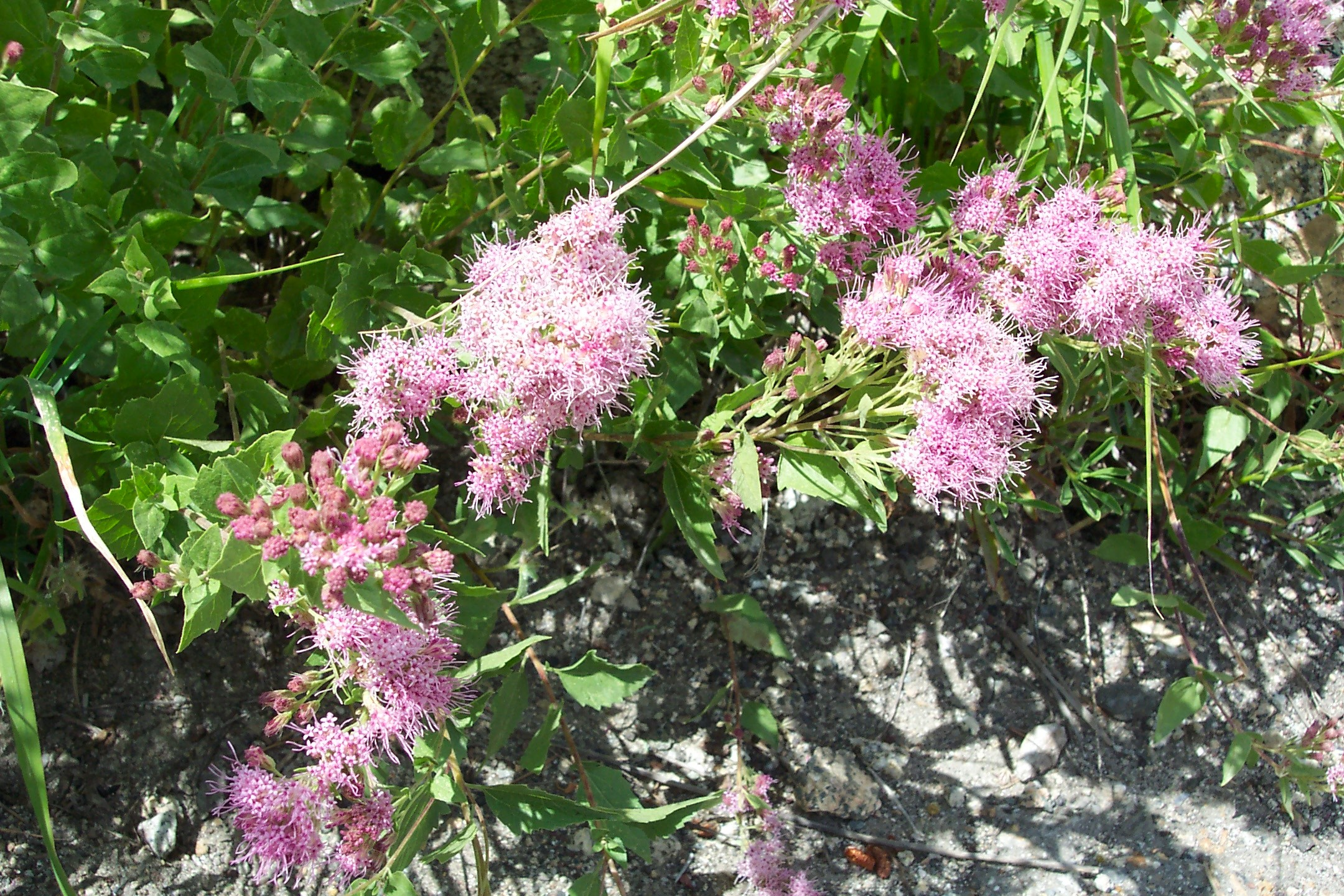
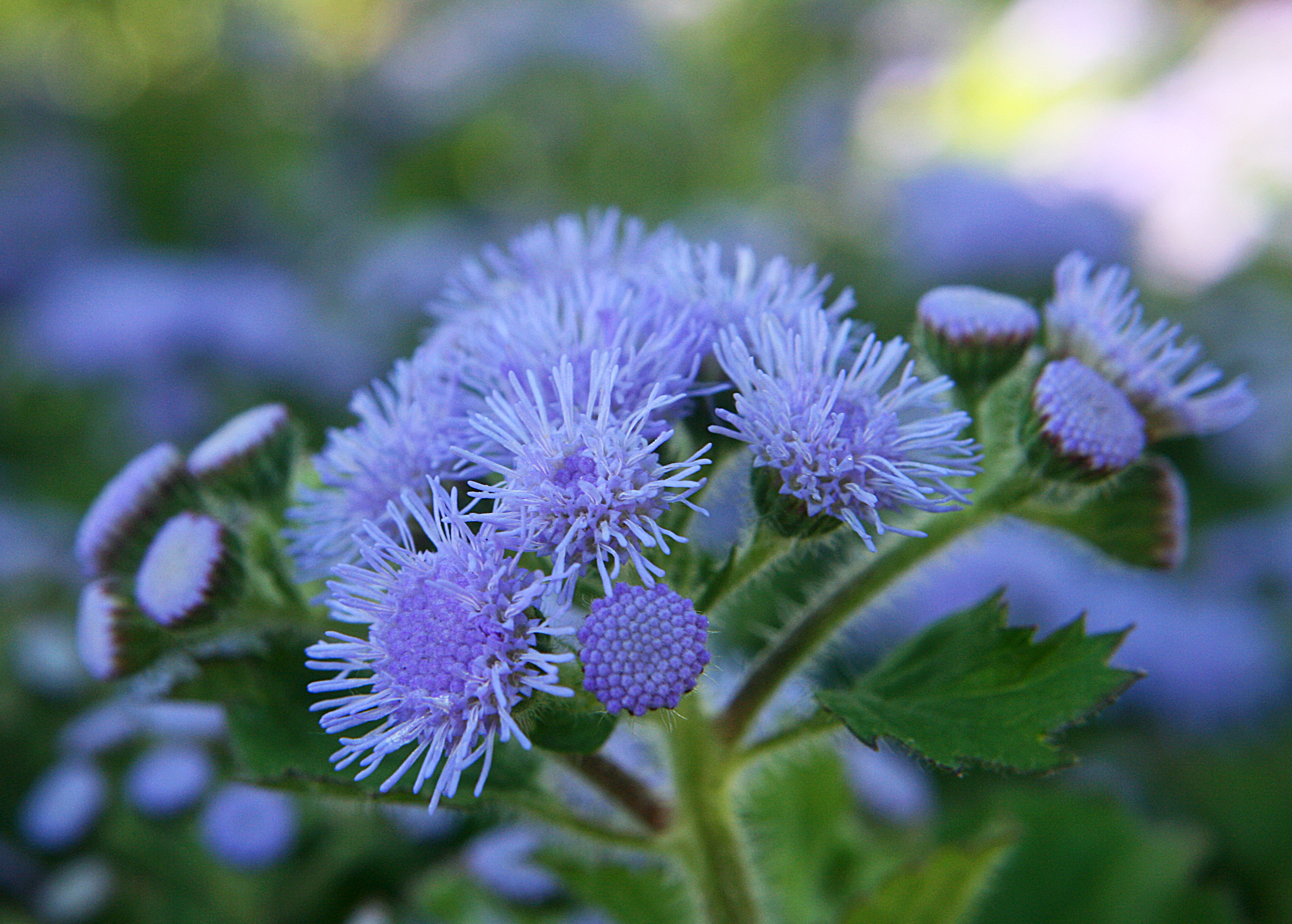

## Dottertaxa till Agerater, i alfabetisk ordning[1]
- Ageratum albidum
- Ageratum altissima
- Ageratum anisochroma
- Ageratum ballotaefolium
- Ageratum ballotifolium
- Ageratum candidum
- Ageratum chiriquense
- Ageratum chortianum
- Ageratum conyzoides
- Ageratum corymbosum
- Ageratum echioides
- Ageratum elassocarpum
- Ageratum ellipticum
- Ageratum fastigiatum
- Ageratum gaumeri
- Ageratum guatemalense
- Ageratum hondurense
- Ageratum houstonianum
- Ageratum isocarphoides
- Ageratum lavenia
- Ageratum littorale
- Ageratum lucidum
- Ageratum lundellii
- Ageratum maritimum
- Ageratum melissifolium
- Ageratum meridanum
- Ageratum microcarpum
- Ageratum microcephalum
- Ageratum molinae
- Ageratum munaense
- Ageratum myriadenium
- Ageratum nelsonii
- Ageratum oerstedii
- Ageratum oliveri
- Ageratum paleaceum
- Ageratum panamense
- Ageratum peckii
- Ageratum petiolatum
- Ageratum platylepis
- Ageratum platypodum
- Ageratum pohlii
- Ageratum radicans
- Ageratum riparium
- Ageratum rugosum
- Ageratum salicifolium
- Ageratum salvanaturae
- Ageratum scorpioideum
- Ageratum solisii
- Ageratum stachyofolium
- Ageratum standleyi
- Ageratum tehuacanum
- Ageratum tomentosum